# Anton Gillmann
Anton Gillmann (* 5. August 1904 in Merdingen; † 4. November 1967 in Freiburg im Breisgau) war ein deutscher Landwirt und Politiker (CDU).

## Leben
Gillmann war beruflich als Landwirt in Merdingen tätig. Er trat nach dem Zweiten Weltkrieg in die CDU ein und war von 1952 bis 1959 Vorsitzender des CDU-Kreisverbandes Freiburg-Land. Von 1948 bis 1957 amtierte er als Bürgermeister der Gemeinde Merdingen. Von 1952 bis 1953 war er Mitglied der Verfassunggebenden Landesversammlung und danach bis 1956 Abgeordneter des baden-württembergischen Landtages.